# История философии (книжная серия, МГУ)
История философии (знак серии на переплёте — ИФ) — книжная серия из научных изданий, посвящённых различным периодам в истории философии. Выходила в издательстве Московского университета с 1979 до 1990.
Формат книги: 60x90/16 (~145х217 мм).

## Книги серии

### 1979
- Грязнов А. Ф. Философия Шотландской школы. — М.: Изд-во МГУ, 1979. — 128 с. — (История философии).

- Лосев А. Ф. Эллинистически-римская эстетика I—II вв. н. э. — М.: Изд-во МГУ, 1979. — 416 с. — (История философии). — 40 470 экз. (суперобложка)

- Хорев Н. В. Философия как фактор развития науки. — М.: Изд-во МГУ, 1979. — 264 с. — (История философии).

### 1980
- Бурлак В. Н. Отражение идей марксизма в русской прогрессивной общественной мысли 1840 - 60-х годов. — М.: Изд-во МГУ, 1980. — 176 с. — (История философии).

- Шкуринов П. С. Позитивизм в России XIX века. — М.: Изд-во МГУ, 1980. — 416 с. — (История философии).

### 1981
- Желнов М. В. Предмет философии в истории философии. — М.: Изд-во МГУ, 1981. — 720 с. — (История философии).

- Кошарный В. П. У истоков советской философской науки (1917—1922). — М.: Изд-во МГУ, 1981. — 152 с. — (История философии).

- Руткевич А. М. Социальная философия мадридской школы. — М.: Изд-во МГУ, 1981. — 176 с. — (История философии).

### 1982
- Чанышев А. Н. Начало философии. — М.: Изд-во МГУ, 1982. — 184 с. — (История философии).

### 1983
- Беленкова Л. П. Д. И. Писарев как историк философской и общественной мысли. — М.: Изд-во МГУ, 1983. — 128 с. — (История философии).

- Костикова И. В. Философско-социологические взгляды Томаса Карлейля. — М.: Изд-во МГУ, 1983. — 144 с. — (История философии).

- Попов П. С., Стяжкин Н. И. Развитие логических идей в эпоху Возрождения. — М.: Изд-во МГУ, 1983. — 153 с. — (История философии).

- Щипанов И. Я. Философия и социология русского народничества. — М.: Изд-во МГУ, 1983. — 280 с. — (История философии).

### 1984
- Федоркин Н. С. Утопический социализм идеологов революционного народничества. — М.: Изд-во МГУ, 1984. — 200 с. — (История философии).

### 1988
- Каримский А. М. Философия истории Гегеля. — М.: Изд-во МГУ, 1988. — 272 с. — (История философии). — 8310 экз. — ISBN 5-211-00003-X.

### 1990
- Надточаев А. С. Философия и наука в эпоху античности. — М.: Изд-во МГУ, 1990. — 288 с. — (История философии). — 7730 экз. — ISBN 5-211-01004-3.